# 末廣演芸会
『末廣演芸会』（すえひろえんげいかい）は、1975年10月4日から1981年3月28日までテレビ朝日（1977年3月まではNETテレビ）で放送されていた演芸番組である。
本項では、1961年7月から1975年9月28日まで同局で放送されていた前身番組『日曜演芸会』（にちようえんげいかい）についても述べる。

## 概要
1961年1月15日から同年3月26日まで同局で放送されていた『お笑い演芸館』と同様に、東京・新宿にある新宿末廣亭から放送されていた。番組前半には各種演芸を、後半には大喜利（「珍芸コーナー」→「お笑い七福神」）を行っていた。
放送開始から14年間は『日曜演芸会』という番組名で、日曜昼の時間帯に放送されていた。当初はモノクロ放送だったが、1970年3月29日放送分からカラー放送となった。
その後、1975年4月のネットチェンジによって朝日放送製作の『パネルクイズ アタック25』が同時間帯へ移動することになったため、日曜16:30枠へ移動。それから半年後には放送曜日を土曜日に変更し、同時にタイトルを『末廣演芸会』と改めた。その後も日曜18:30枠 → 土曜17:00枠への移動を経て続けられたものの、番組は1981年3月28日放送分をもって終了した。番組の終了後、替わって日曜15:00枠で『ザ・テレビ演芸』がスタートした。なお、当番組終了後も新宿末廣亭での公開収録での寄席中継が日曜16時からの単発枠『サンデープレゼント』で不定期に放送されていた。
ネットチェンジの前までネットワーク関係にあった毎日放送も本番組を放送していた。ただし同局は、当時日曜13:15枠で『素人名人会』を放送していたことから、6日遅れの土曜日に『土曜演芸会』とタイトルを差し替えて放送していた。

## 放送時間
いずれも日本標準時。

### 日曜演芸会
- 日曜 13:00 - 14:05 （1961年7月 - 1961年9月24日）
- 日曜 15:15 - 16:15 （1961年10月 - 1963年2月）
- 日曜 13:30 - 14:15 （1963年3月 - 1963年5月）
- 日曜 13:15 - 14:00 （1963年6月 - 1975年3月30日）
- 日曜 16:30 - 17:15 （1975年4月6日 - 1975年9月28日）

### 末廣演芸会
- 土曜 14:00 - 14:55 （1975年10月4日 - 1978年3月25日）
- 土曜 17:00 - 17:45 （1978年4月1日 - 1979年3月31日）
- 日曜 18:30 - 19:00 （1979年4月8日 - 1979年10月28日）
- 土曜 17:00 - 17:30 （1979年11月3日 - 1981年3月28日）

## 出演者

### 解説
- 真山恵介 - 『日曜演芸会』時代に出演。
- 馬場雅夫 - 『日曜演芸会』ならびに『末廣演芸会』時代に出演。

### 大喜利
- 四代目桂米丸 - 『日曜演芸会』時代の司会。
- 福富太郎 - 『末廣演芸会』時代の司会。
- 三笑亭夢楽
- 初代金原亭馬の助
- 四代目柳家小せん
- 四代目春風亭柳好
- 五代目春風亭柳朝
- 六代目古今亭志ん馬
- 月の家円鏡（後の八代目橘家圓蔵）
- 二代目桂小南
- 桂文平（後の六代目柳亭左楽）
- 桂小益（後の九代目桂文楽）
- 金原亭桂太（後の初代金原亭伯楽）
- 古今亭志ん駒
- 橘家圓平

### その他レギュラー
- 五代目三遊亭圓楽
- 団しん也
- 岸ユキ

## 提供
放送開始からしばらくの間は旭ファイバーグラスの一社提供で、1966年頃からはサンヨー食品の一社提供で放送。その間は『グラスロン日曜演芸会』→『長崎タンメン日曜演芸会』と、各社の主力商品の名を冠して放送されていたが、1970年頃から新たに宇津救命丸がスポンサーに加わって複数社提供になったため、タイトルから長崎タンメンが外れて『日曜演芸会』になった。
『末廣演芸会』時代には一貫して複数社提供で放送されていたため、タイトルの変更は無かった。